# Zero insertion force
ZIF (від англ. Zero Insertion Force — нульове зусилля уставляння) — різновид процесорних та інших роз'ємів, з рухомою планкою, керованої важелем і дозволяє встановлювати мікросхеми з великою кількістю контактів без докладання зусиль.

## Конструкція
Звичайні роз'єми для мікросхем, мають пружинні контакти, які не дають від'єднатись мікросхемі завдяки силі тертя. Але коли у мікросхеми сотні ніжок то загальна сила яка створюється під час уставляння мікросхеми може бути дуже великою (сотні Ньютонів). Це призводить до ризику пошкодження самого пристрою або плати.
У ZIF-роз'ємі перед тим, як вставити мікросхему, піднімають важіль або спеціальний повзунок збоку від гнізда, який розсовує всі пружинні контакти, щоб мікросхему можна було вставити з дуже невеликим зусиллям. Після цього важіль повертають, та роз'єм фіксує положення мікросхеми.

## Використання
Роз'єми ZIF технічно більш складні ніж стандартні роз'єми LIF тому використовуються лише тоді, коли для цього є вагома причина. Великі ZIF-роз'єми почали використовуватись на початку 1990-х на материнських платах комп'ютерів, як процесорні роз'єми для комп'ютерів де процесори могли замінюватись.
Маленькі роз'єми з ZIF використовуються для тимчасового під'єднання мікросхем до програматорів, пристроїв для тестування та інше.